# Agathon Guynement de Keralio
Agathon Guynement, chevalier de Keralio, auch in der Schreibweise Guinement (* 23. März 1723 in Rennes, Frankreich; † 23. Februar 1788 in Forbach, Grafschaft Forbach), war ein französischer Offizier, Prinzenerzieher des Hauses Pfalz-Zweibrücken und Inspektor aller 13 französischen Militärschulen unter Ludwig XVI. Im Range eines Maréchal de camp schied er 1783 aus dem aktiven Militärdienst aus und wurde Privatsekretär der Marianne Camasse, Gräfin von Forbach.

## Leben

### Frühe Militärkarriere im Ancién Regime
Guynement de Keralio war der drittälteste Sohn des niederen bretonischen Dienstadeligen François Fiacre Guynement, seigneur de Keralio, Inspektor der Bistümer Rennes und Nantes, und dessen Ehefrau Rose-Marguerite Bodin. Wie seine Brüder Félix-François-Germain (1714–1734), Auguste-Guy (1715–1805) und Louis-Félix (1731–1793) wurde er auf eine Offizierslaufbahn geschickt. Im Alter von 15 Jahren begann er am 8. April 1738 als Freiwilliger seine militärische Ausbildung im Régiment d’Anjou, einem französischen Infanterie-Regiment des Ancien Régime, wo er am 27. Oktober zum Unterleutnant und am 19. April 1739 zum Leutnant befördert wurde. Im Österreichischen Erbfolgekrieg nahm sein Regiment unter anderem an der Besetzung von Prag teil. In der Schlacht von Madonna dell’Olmo erlitt er eine Beinverletzung. Am 27. September 1747 wurde er zum Hauptmann in der Funktion eines Aide-major ernannt. In der Stellung eines Adjutanten war er ab September 1752 in der Garnison von Nancy stationiert, wo er am 7. März 1754 zum Ritter des Ordre royal et militaire de Saint-Louis dekoriert wurde. Am 8. Juli 1756 erhielt er das Kommando über eine von vier Brigaden des Corps des Grenadiers de France und focht im Siebenjährigen Krieg in den Schlachten bei Halstenbeck, Krefeld und Minden, wo ein Bruder als Hauptmann in der gleichen Einheit schwer verletzt wurde. Am 1. November 1759 rückte er als Major in den Stab des Corps des Grenadiers de France auf. Am 30. Juni 1760 bestimmte ihn Victor-François de Broglie zum Kommandanten von Marburg. Am 19. Mai 1761 versetzte ihn Broglie im Range eines Obersten in das Régiment d’Aquitaine.

### Prinzenerzieher des Hauses Pfalz-Zweibrücken
Um 1764 beauftragten ihn der Herzog Christian IV. von Pfalz-Zweibrücken und sein Bruder Friedrich Michael von Pfalz-Birkenfeld-Bischweiler mit der Erziehung der Prinzen Karl August und Max Joseph, die auf die vorderen Plätze der kurpfälzischen und kurbayerischen Erbfolge gerückt waren, nachdem am 29. Juni 1761 der Erbprinz Franz Ludwig Joseph, der einzige Sohn des pfälzischen Kurfürsten Karl Theodor, kurz nach seiner Geburt in Schwetzingen verstorben war. Da die pfälzische Kurfürstin Elisabeth Auguste keine Kinder mehr gebar und der Kurfürst von Bayern, Maximilian III. Joseph, der letzte männliche Vertreter seiner bayerischen Linie, auch ohne einen männlichen Erbfolger dastand, richtete sich das dynastische Augenmerk des Hauses Wittelsbach damals in besonderer Weise auf die Prinzen des Familienzweiges Pfalz-Zweibrücken.
Als Prinzenerzieher, eine Funktion, die er für die Prinzen von Pfalz-Zweibrücken neben weiteren Lehrern, darunter auch Pierre de Salabert, ausübte, wirkte Guynement de Keralio bis 1766 in Paris, danach bis 1772 in Mannheim und Straßburg. In seinem aufgeklärten Erziehungsstil zielte Guynement de Keralio als Lehrer und als väterlicher Freund vor allem auf eine Charakterbildung der Prinzen. Dabei pflanzte er ihnen einerseits einen Sinn für ihre hohe dynastische und staatspolitische Verantwortung ein, andererseits betonte er die Bedeutung der religiösen Tugenden, während er das Erlernen der höfischen Umgangsformen geringer schätzte. Für seine Verdienste um die Prinzenerziehung dekorierte ihn Karl Theodor mit dem Großkreuz des Hubertusordens.

### Inspektor der französischen Militärschulen
Nach Rückkehr nach Frankreich erhob ihn Ludwig XV. zum Ritter des Ordre de Saint-Michel und beförderte ihn am 9. Dezember 1773 zum stellvertretenden Inspektor der École militaire in Paris. Ab dem 3. März 1776 fungierte er als Inspektor aller 13 französischen Militärakademien. Ab 1777 hatte er eine intensive Korrespondenz mit Benjamin Franklin, der damals als Diplomat der Vereinigten Staaten in Paris wirkte. Am 1. April 1780 ernannte ihn Ludwig XVI. zum Maréchal de camp, nachdem er ihn am 1. März desselben Jahres bereits zum Brigadier des armées du roi befördert hatte. 1782 setzte sich Guynement de Keralio für die Karriere des jungen Napoleon Bonaparte ein, indem er es ihm trotz dessen damals geringen Alters ermöglichte, 1784 an die École militaire in Paris zu wechseln. 1783 verabschiedete sich Guynement de Keralio mit einer Rente von 6000 Pfund in den Ruhestand.

### Privatsekretär am Hofe der Gräfin von Forbach
Als Pensionär lebte er bis zu seinem Tod am Hof von Forbach, Lothringen. Dort diente er der Gräfin von Forbach, der morganatischen Witwe des 1775 verstorbenen Herzogs Christian IV. von Pfalz-Zweibrücken, als Privatsekretär.

### Ehe und Nachkommen
Guynement de Keralio war verheiratet mit der Schauspielerin Marie-Nicole Rivet, einer Tochter des königlichen Meisterpolsterers Jaques Rivet. Aus der Ehe gingen drei lebende Söhne und bis 1788 zwei Enkel hervor. 1810 erinnerte sich Napoleon Bonaparte seines verstorbenen Förderers und gewährte dessen Witwe eine Pension von 3000 Livres.